# Matohasanaj
Matohasanaj falu Albánia délnyugati részén, a Vjosa felső völgyében, a folyó bal partján, a Këndrevicai-hegység keleti lábánál. Gjirokastra megyén belül Tepelena község, azon belül Lopës alközség része.
Fő nevezetessége a falu északkeleti határában található ókori illír erődítés (é. sz. 40° 21′ 39″, k. h. 19° 50′ 19″40.360833°N 19.838611°E). Építésének ideje bizonytalan, az i. e. 5. és 3. század közé tehető. Az erőd feltehetően az amantok törzséhez tartozott, és feladata az innen légvonalban 14 kilométerre északnyugatra található fő településük, Amantia védelme volt, de olyan nézet is ismert, hogy Matohasanaj erődje a Vjosa (korabeli nevén Aóosz) túlpartján élő büllionok birtoka volt. Az i. e. 2. század közepi római hódítást követően az Apollóniát Nicopolisszal összekötő út egyik kisebb állomása volt. Szórványos régészeti ásatások során feltárták az erőd falait, valamint több, az i. e. 4–3. századok fordulójára keltezett sírt.